# Мораг Крайтон Тімбері
Мораг Крайтон Тімбері (уроджена  Маккалох;  народилася 29 вересня 1930 —  померла 28 квітня 2018) — шотландська медична вірусологиня,  бактеріологиня та наукова письменниця. 

## Раннє життя та освіта
Мораг Крайтон Маккалох народилася 29 вересня 1930 року в сім'ї доктора Естер Сінклер Маккалох (уродженої Худ) та Вільяма Маккалоха. Вона навчалася у середній школі Святої Бриджі в Іст-Кілбрайді, а згодом вивчала медицину в Університеті Глазго, який закінчила зі ступенем бакалавра хірургії  1953 року.  Здобула ступені доктора медицини  1960 року та доктора філософії  1976 року.

## Кар'єра
З 1960 по 1963 рік, після навчання, вона працювала науковим співробітником сера Моріса Блоха з вірусології в Регіональній лабораторії Віртус лікарні Ручілл у Глазго. Згодом вона була лектором (1963–1965), старшим лектором (1965–1976) з бактеріології, а потім доцентом з вірусології (1976–1978) в Університеті Глазго. Згодом вона стала професором бактеріології та лектором Вільяма Тічера (1978–1988) в університеті, а також очолювала кафедру бактеріології в Королівській лікарні Глазго. З 1988 по 1995 рік Тімбері була директоркою Центральної лабораторії громадського здоров'я Служби лабораторій громадського здоров'я

Вона була запрошеним доцентом у Медичному коледжі Бейлора (Х'юстон, штат Техас США, ⁣ 1975), запрошеним професором Мейна в Університеті Квінсленда (Брісбен, Австралія, 1990) та почесним запрошеним професором вірусології в Медичній школі Імперського коледжу (1997–1999). 
1998 року Тімбері очолювала Незалежну оглядову групу, яка займалася аналізом наукових послуг у сфері харчових продуктів у Шотландії. Результатом став «Звіт Тімбері», названий на її честь.

## Вибрані твори
Вона є автором або співавтором багатьох статей та книг, зокрема таких:
- Нотатки з медичної мікробіології Мораг К. Тімбері, А. Крістін Маккартні, Бішан Таккер та Кетрін Н. Ворд (автори); серпень 2002 р. (ISBN 0443071640)
- Медична вірусологія, лютий 1991 р. (ISBN 0-443-04148-2)
- Нотатки з медичної бактеріології (співавтор: Дж. Дуглас Слей), січень 1981 р. (ISBN 0-443-02264-X) січень 1986 р. (ISBN 0-04-430332-7)
- Основи імунології та мікробіології (співавтор: Роберт Г. Вайт), січень 1973 р. (ISBN 0-273-00171-X /ISBN 0-397-58127-0)

## Нагороди та почесні звання
- Членкиня Королівського коледжу лікарів та хірургів Глазго, 1974 [2].
- Членкиня Королівського коледжу патологоанатомів, 1976 [2].
- Членкиня Королівського товариства Единбурга, 1979 [2].
- Членкиня Королівського коледжу лікарів, 1994 [2] [6]

## Особисте життя
Мораг була одружена з професором Джеральдом Чарльзом Тімбері (помер 1985), деканом післядипломної медичної освіти в Університеті Глазго, консультантом- психіатром та лікарем-суперінтендантом Королівської лікарні Гартнавел у Глазго (1965–1980). У них була дочка Джудіт.
Тімбері померла в Единбурзі 28 квітня 2018 року